# 川北良造
川北 良造（かわぎた りょうぞう、1934年9月1日 - ）は日本の木工芸家。
重要無形文化財「木工芸」の保持者（いわゆる人間国宝）。木工芸の人間国宝としては5番目の認定者（1994年認定）。

## 概要
石川県出身。木の挽物の産地である山中町（現加賀市）に生まれ、木工芸家である父・川北浩一に師事。のちに氷見晃堂に師事。挽物の技術に秀で、伝統的で高度な技術を持つ。川北作品は挽物が中心なので作品は一枚の板からロクロで削りだした皿や椀など丸い形のもの、あるいは丸く作って辺を切るものなどシンプルなものが多く、回転ではできない指物によるような四角い箱型の物は少ない。材は欅を中心に桑・楓・黒柿・栃なども使う。近年では象嵌の技法も取り入れる。拭漆の技法を高め、深みのある作品を作る。正倉院宝物の復元にも力をそそぐ。石川県立山中漆器産業技術センター 石川県挽物轆轤技術研修所の所長を務め、後進の育成も行っている。

## 経歴
- 1934年 石川県江沼郡山中町（現・加賀市）生まれ
- 1962年 第9回日本伝統工芸展入賞
- 1966年 第13回日本伝統工芸展日本工芸会長賞
- 1968年 第15回日本伝統工芸展日本工芸会長賞
- 1994年 重要無形文化財「木工芸」保持者[7]
- 1999年 紫綬褒章[4]
- 2004年 旭日中綬章

## 出演

### テレビ番組
- 土曜美の朝（1995年2月、NHK総合）[8]
- 加賀百万石の輝き（1999年2月、NHKデジタル衛星ハイビジョン）[9]
- ホリデーにっぽん 「6000年の輝き 未来へ 父と子で守る漆の命」（1999年10月、NHK総合）[10]
- 美の壺「漆器」（2007年7月、NHK教育）[11]
- 人間国宝の国宝暮らし 木工芸・川北良造（2023年9月、BSプレミアム）[12]
- 祖父は人間国宝 木工芸・川北良造の背中（2023年11月、北陸朝日放送）[13]
- 日曜美術館 工芸王国・石川に生きる（2024年7月7日、NHK Eテレ）[14]

### 記録映画
- 木の生命よみがえる 川北良造の木工芸（1997年）[15][16]

## 書籍
- 『木と生きる、木を生かす : 木地師千年の知恵と技』祥伝社、2004年。ISBN 4-396-61219-2。

### 関連書籍
- 芸艸堂編集部 編『匠のつどい : 自作を語る : 彫金・硝子・佐賀錦・蒟醤・青磁・木工芸』芸艸堂、2001年。ISBN 4-7538-0190-X。